# 平岩豪
平岩 豪（ひらいわ ごう、1971年2月16日 - ）は、日本のリングアナウンサー。大阪府大阪市出身。

## 経歴
1997年3月15日、FMW北海道千歳市スポーツセンター：中山香里・RIE対クラッシャー前泊・里美和戦にてリングアナデビュー。1998年に退団。
フリーランスとしてWMF、KAIENTAI DOJOに参加していた。